# Marokánka
Marokánka je česká cukrovinka, typicky připravována ze sušeného či kandovaného ovoce a ořechů, doplněných o mléko či smetanu, mouku, cukr či med a čokoládu. Vyznačují se snadnou přípravou a v případě užití malého množství cukru i relativní zdravostí. Připravují se po celý rok, zároveň ale patří mezi vánoční cukroví.
Marokánkám je často přisuzován marocký původ a objevuje se tvrzení, že originální receptura obsahovala hašiš. V takovém případě by byla jejich předlohou cukrovinka zvaná mažún. Zároveň, ale marokánky připomínají sušenky se  sušeným ovocem a oříšky, jejichž původ je spojován s italskou Florencií, zvané florentýnky.